# Casa Benèfica del Masnou
La Casa Benèfica del Masnou és un asil del municipi del Masnou fundat per l'alcalde Pau Estapé i Maristany el 5 de març de 1899. L'edifici és d'estil modernista de l'arquitecte Gaietà Buïgas i Monravà i està protegit com a bé cultural d'interès local.

## Història
L'edifici principal fou construït l'any 1901 en uns terrenys cedits per Josep Maria Malet i Font al costat de l'antic cementiri. Una part del finançament per a la construcció va provenir de l'Ajuntament però la major part va provenir de donatius particulars, entre d'altres de l'industrial Pere Grau Maristany, i també de les quotes periòdiques dels membres de la Sociedad Benéfica del Masnou, que es va constituir el 1899. L'asil s'inaugurà el 14 de setembre de 1902. Aleshores es dedicava a l'assistència de malalts pobres a domicili, asil de vells, nens desemparats i indigents.
El 25 de desembre de 1902 el rei Alfons XIII va atorgar a la vila del Masnou el títol de «vila benèfica» per haver construït la Casa Benèfica. L'any 1921 l'industrial Romà Fabra i Puig patrocinà la construcció d'un pavelló hospitalari per als soldats ferits en la Guerra del Marroc. Gràcies a aquesta acció el rei Alfons XIII li va atorgar el títol de marquès del Masnou.
L'arquitecte Bonaventura Bassegoda i Amigó (1862-1940) va dirigir un seguit d'obres menors que es van fer a l'edifici després de la construcció de l'asil, com ara la restauració de la cúpula del cos central (1910) i l'acabament del mur de tanca.
Actualment és una residència geriàtrica de titularitat privada.

## Descripció
A la seva part frontal té una torre de planta quadrada coberta amb una cúpula feta amb escates de ceràmica vidriada. Té portada ogival i un gran finestral neomedieval. Al darrere hi ha un cos rectangular cobert a doble vessant i obert als laterals amb finestres motllurades.